# Sydower Fließ
Sydower Fließ (pr. ˈzyːdoəɐ̯ ˈflːs) è un comune di  990 abitanti  del Brandeburgo, in Germania.

Appartiene al circondario (Landkreis) del Barnim (targa BAR) ed è parte della comunità amministrativa (Amt) di Biesenthal-Barnim.

## Storia
Il comune di Sydower Fließ fu creato il 27 settembre 1998 dalla fusione dei comuni di Grüntal e Tempelfelde. Il nuovo comune prese il nome da un torrente che scorre nel territorio.

## Geografia antropica

### Suddivisioni amministrative
Il comune di Sydower Fließ è suddiviso nelle frazioni (Ortsteil) di Grüntal e Tempelfelde.